# 小掠龍屬
小掠龍屬（學名：Bagaraatan）是獸腳亞目恐龍的一個屬，生活於白堊紀晚期。化石發現於蒙古的耐梅蓋特組（Nemegt Formation）。小掠龍身長可能約3-4米長。
模式種是奧氏小掠龍（B. ostromi），由Osmolska於1996年所發表、命名，屬名在蒙古語意為「小獵人」。顱後骨骼（編號ZPAL MgD-I/108）最初被描述成類似鳥類，而頭顱骨則有幾種不同獸腳亞目恐龍的特徵。湯瑪斯·荷茲（Thomas Holtz）將牠分類為基礎暴龍超科恐龍，而其他學者將牠們歸類於傷齒龍科或手盜龍類。

## 外部連結
- Bagaraatan in the Dinosaur Encyclopedia （页面存档备份，存于） at DinoRuss' Lair